# Aître Saint-Saturnin
L'aître Saint-Saturnin est un monument singulier situé dans le quartier Vienne de Blois, à proximité de l'église Saint-Saturnin. Ancien cimetière, il s'agit aujourd'hui d'un musée lapidaire appartenant à la municipalité. L'édifice est actuellement en cours de rénovation.

## Histoire

### Le site d'inhumation de la paroisse
Le terrain est acquis en deux fois entre août 1515 et 1516 par les marguilliers de la paroisse Saint-Saturnin qui y établissent un cimetière afin d'en compléter un déjà existant mais surchargé. Ces derniers sont soutenus par le nouvellement roi François Ier, dont l'emblème de la salamandre est encore visible sur les murs. À cette époque, il s'agit d'inhumer les défunts au plus proche d'un lieu saint, en l'occurrence l'église de Vienne.
Le choix de la construction d'un aître reflète la tendance architecturale des débuts de la Renaissance : le cimetière devient un jardin sobre entouré de galeries, au milieu desquelles les corps sont enterrés pour se décomposer avant d'en ramener les ossements sous les arcades. Les galeries sont par conséquent des charniers et ossuaires. Comme bon nombre d'autres aîtres, celui de Saint-Saturnin est décoré de sculptures évoquant le thème de la mort, mais également celui de la danse macabre,.
À la fin du XVIIIe siècle, les théories hygiénistes mèneront au déplacement de nombreux sites funéraires plus loin des habitations et des villes. En Vienne, l'aître est ainsi abandonné à partir de la Révolution. On enterre désormais les défunts dans un espace accessible par la rue Clérancerie mais, cette parcelle étant trop proche de l'aître et du reste du faubourg, la municipalité du maire Jean-Marie Pardessus décide en 1807 d'ouvrir le cimetière actuel de Blois-Vienne, au début de la rue de la Croix-Rouge.

### La buanderie de l'hôpital
Dès l'annonce de l'abandon de l'aître pour ses fonctions funéraires, l'hôpital général de Vienne, alors établi au sein de la résidence Gaston d’Orléans, se propose d'acquérir l'édifice pour en faire sa buanderie-séchoir.
Le bâtiment est classé monument historique en 1886,.

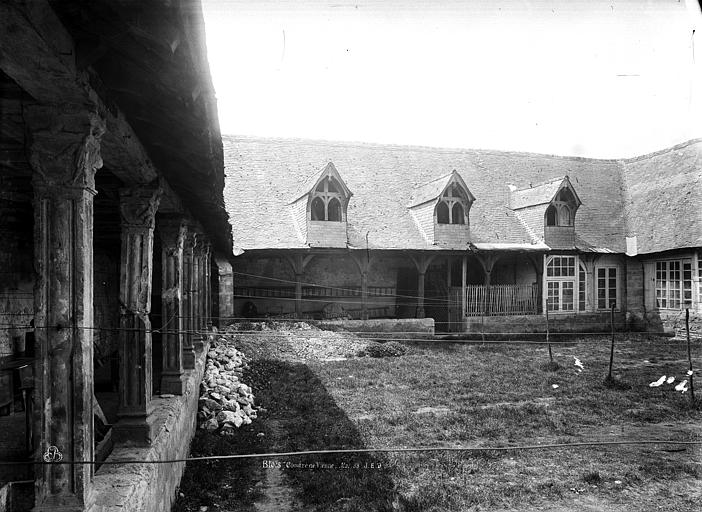
Le jardin de l’aître utilisé pour le séchage du linge de l'hôpital.
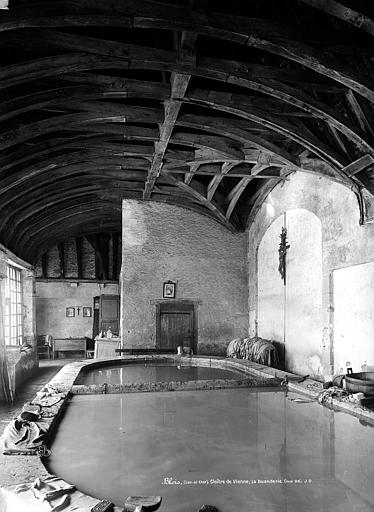
Le bassin pour laver le linge sous l’une des galeries de l’aître.
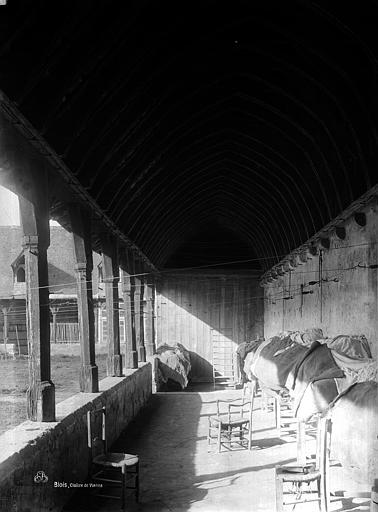
Une autre galerie de l’aître utilisée pour entreposer des affaires.

### Le musée des vestiges de la ville
En 1923, le docteur Frédéric Lesueur, alors conservateur du musée municipal, publie Le Cimetière de Saint-Saturnin à Blois, un livre exposant la valeur architecturale et culturelle du bâtiment. Selon lui, il s'agit alors d'un édifice relativement bien conservé car il n'a subi aucune restauration, malgré des modifications notables réalisées lors du changement d'activité.
Son ouvrage encouragea la ville de Blois a acquérir le monument, dès 1923. Jusqu'en 1934, le docteur Lesueur battaillera pour en faire un lieu où entreposer des pièces de bâtiments restaurés.
Après les bombardements du 15 au 18 juin 1940, le docteur Lesueur s'efforça de reunir au « dépôt lapidaire de Saint-Saturnin » de nombreuses pièces architecturales plus ou moins intactes parmi les décombres. Son travail a ainsi permis la conservation d'une importante collection d'éléments précieux de ces bâtisses perdues lors de la Seconde Guerre mondiale.
Pendant de nombreuses décennies, l'aître Saint-Saturnin a été délaissé et la municipalité ne proposait que des activités ou visites sommaires de son enceinte. Néanmoins, la restauration complète du monument a été annoncée en 2023, et devrait être achevée en 2026.

## Architecture
Vu du ciel, l’aître Saint-Saturnin constitue jardin ouvert en forme un quadrilatère presque régulier entouré de galeries couvertes. Les galeries n'ayant pas la même largeur, les agencements de la charpente ont permis de simuler une regularité des côtés.

### L'aître (jardin)
Formellement, l'aître correspond au jardin ouvert. D'abord utilisé pour la décomposition des défunts, cet espace central de l'édifice n'a pour l'instant fait l'objet d'aucunes fouilles archéologiques.

### Le charnier (galeries)
L'aître est entouré de quatre galeries couvertes de dimensions inégales. En général, de tels charniers étaient construits avec un premier étage, ce qui n'est pas le cas à Blois. Il semble donc qu'à l'origine, ces galeries servaient à entreposer directement les ossements, alors que d'ordinaire ils étaient amassés sous les toitures.

## Exposition du musée
De nos jours, le musée abrite près de 550 fragments divers.

## Ouverture au public
Des visites de l'aître Saint-Saturnin sont ponctuellement assurées par la ville de Blois et l'association des Amis du Vieux Blois,.